# Lycée Nikola Tesla
Le lycée Nikola Tesla est un établissement français d'enseignement secondaire et supérieur parisien situé à Dourdan en Essonne. Le lycée accueille un peu plus de deux mille élèves, en collège, lycée et BTS. Il est issu de la fusion des lycées Francisque Sarcey et Alfred Kastler ayant eu lieu le 1er septembre 2017.

## Situation et accès
Situé 15 chemin du champ de courses à Dourdan, ce site est desservi par la gare de Dourdan - La Forêt.

## Historique
Le lycée Tesla a été créé en 2017 par la fusion de deux établissements scolaires dourdannais : le lycée Francisque Sarcey et le lycée Alfred Kastler.

### Le lycée Francisque-Sarcey

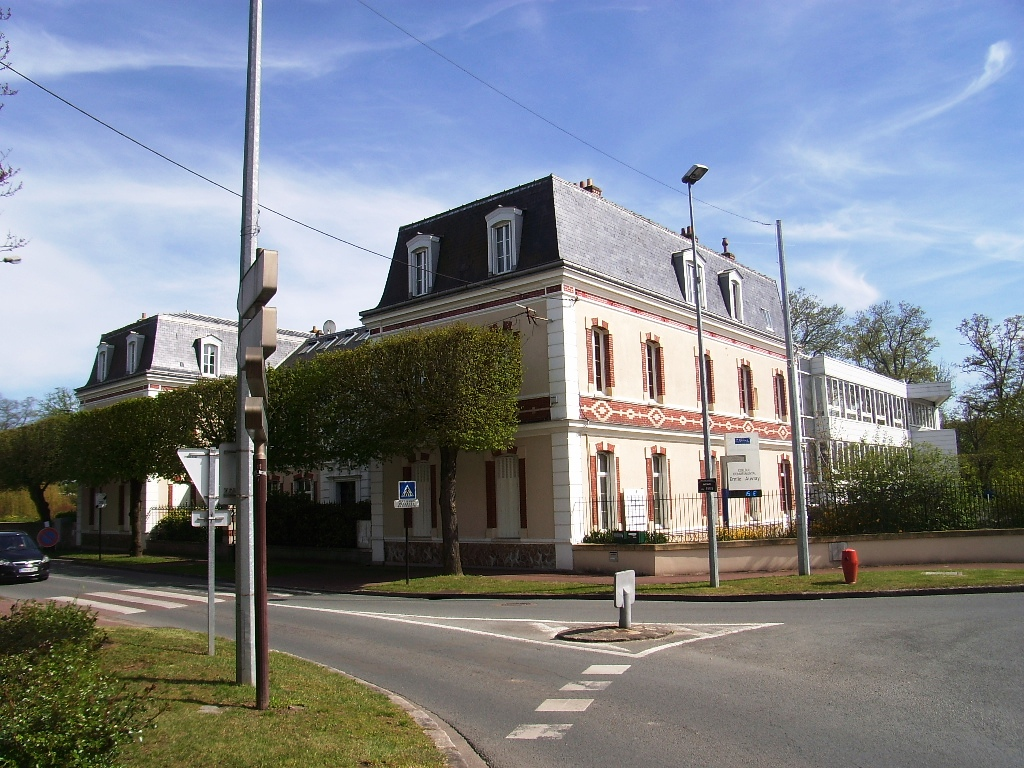
Bâtiments historiques du collège Émile-Auvray, premier lieu de localisation du lycée Francisque Sarcey

Ce lycée fut nommé en l'honneur de Francisque Sarcey, critique dramatique et journaliste français né en 1827 à Dourdan, a été créé en 1965. D'abord situé dans les locaux du collège Émile-Auvray dans le centre ville de Dourdan, il fut transféré en 1970 à la périphérie de la ville dans les locaux du collège Condorcet puis, en 1975 se vu doté de ses propres locaux à quelques centaines de mètres du collège chemin du champ de courses.
En 2015, le lycée se classe 32e sur 42 au niveau départemental quant à la qualité d'enseignement, et 1895e au niveau national. Le classement s'établit sur trois critères : le taux de réussite au bac, la proportion d'élèves de première qui obtient le baccalauréat en ayant fait les deux dernières années de leur scolarité dans l'établissement, et la valeur ajoutée (calculée à partir de l'origine sociale des élèves, de leur âge et de leurs résultats au diplôme national du brevet).

### Le lycée Alfred-Kastler
Ce lycée fut nommé en l'honneur d'Alfred Kastler, physicien franco-allemand. L'établissement fut fondé en 1970 mais ses locaux ne furent construits qu'entre 1983 et 1985 avec une ouverture à la rentrée 1985.

### Le lycée Nikola Tesla aujourd'hui

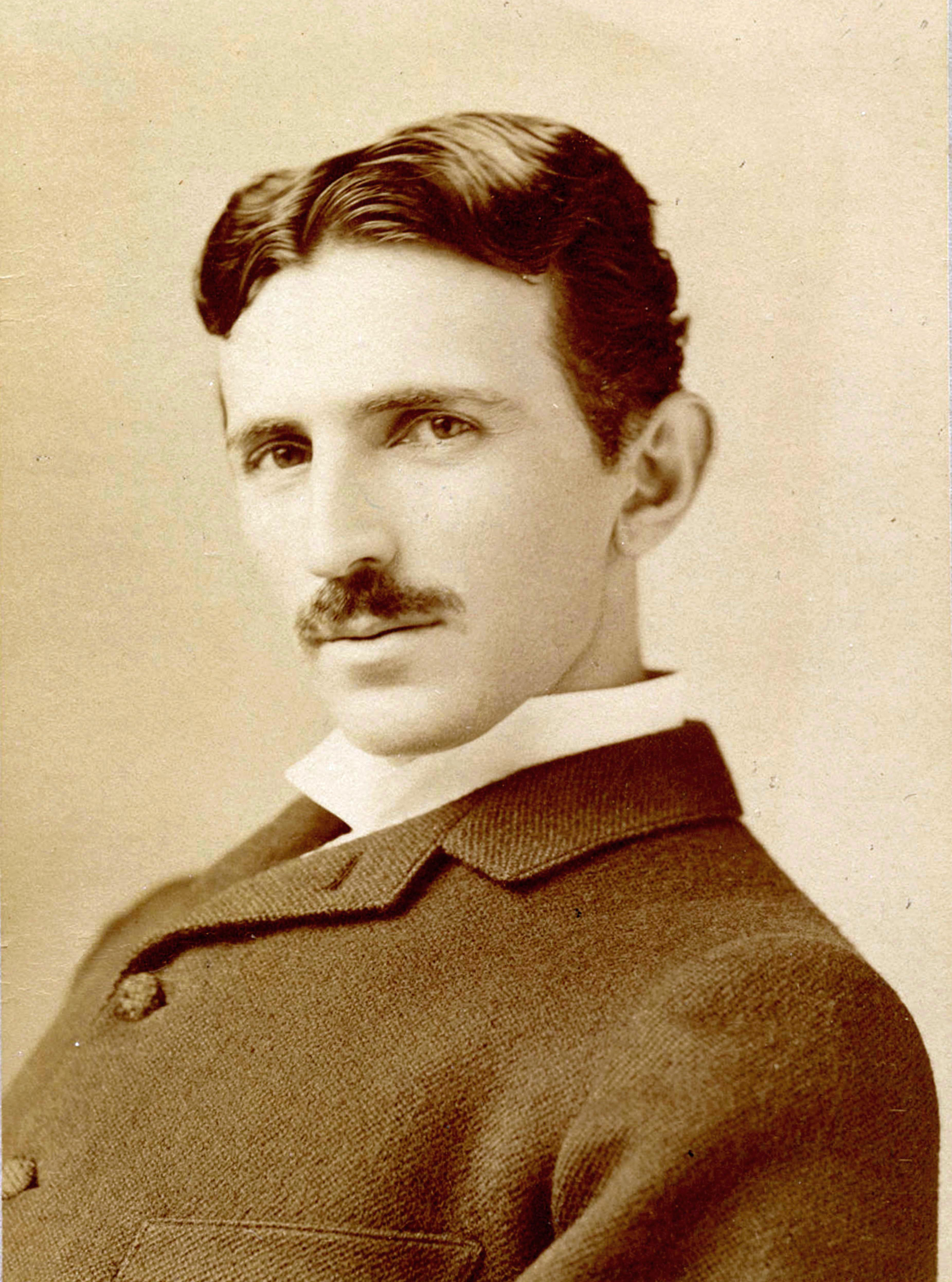
Le lycée fut nommé en l'honneur de Nikola Tesla.

Cet établissement fut nommé en l'honneur de Nikola Tesla, inventeur et ingénieur du XXe siècle.
La fusion des deux établissements et la création du lycée Nikola Tesla en 2017 a été menée par Dominique Vallot

## Projets éducatifs
En 2016, le lycée a participé au projet « Don't Waste Our Future » initié par l'Union européenne pour minimiser le gaspillage alimentaire.

## Direction du lycée
| Nom                 | Entrée en fonction | Cessation de fonctions |
| ------------------- | ------------------ | ---------------------- |
| M. Ali Arab         | 2024               | En fonction            |
| M. Raoul Boutier    | 2021               | 2024                   |
| M. Dominique Vallot | 2017               | 2021                   |